# Marathon van Fukuoka 2008
De marathon van Fukuoka 2008 werd gelopen op zondag 7 december 2008. Het was de 62e editie van de marathon van Fukuoka. Aan deze wedstrijd mochten alleen mannelijke elitelopers deelnemen. De Ethiopiër Tsegay Kebede kwam als eerste over de streep in 2:06.10.

## Uitslagen
| rang   | naam                 | land | tijd    |
| ------ | -------------------- | ---- | ------- |
| Goud   | Tsegay Kebede        | ETH  | 2:06.10 |
| Zilver | Satoshi Irifune      | JPN  | 2:09.23 |
| Brons  | Arata Fujiwara       | JPN  | 2:09.47 |
| 4      | Tomoyuki Sato        | JPN  | 2:09.59 |
| 5      | Felix Limo           | KEN  | 2:10.59 |
| 6      | José Manuel Martínez | ESP  | 2:11.11 |
| 7      | David Makori         | KEN  | 2:11.54 |
| 8      | Yuko Matsumiya       | JPN  | 2:12.18 |
| 9      | Jon Brown            | CAN  | 2:12.27 |
| 10     | Shigeru Aburaya      | JPN  | 2:13.48 |
| 11     | Mark Tucker          | AUS  | 2:13.49 |
| 12     | Daniel Mwangi        | JPN  | 2:14.13 |
| 13     | Martin Dent          | AUS  | 2:14.46 |
| 14     | Makoto Ogura         | JPN  | 2:15.33 |
| 15     | Aleksej Sokolov      | RUS  | 2:16.20 |
| 16     | Dan Robinson         | GBR  | 2:19.10 |
| 17     | Nobuaki Takata       | JPN  | 2:19.31 |
| 18     | Kaito Iwayama        | JPN  | 2:20.16 |
| 19     | Shin Nozaki          | JPN  | 2:20.18 |
| 20     | Seiji Kobayashi      | JPN  | 2:20.46 |

1947 ·
1948 ·
1949 ·
1950 ·
1951 ·
1952 ·
1953 ·
1954 ·
1955 ·
1956 ·
1957 ·
1958 ·
1959 ·
1960 ·
1961 ·
1962 ·
1963 ·
1964 ·
1965 ·
1966 ·
1967 ·
1968 ·
1969 ·
1970 ·
1971 ·
1972 ·
1973 ·
1974 ·
1975 ·
1976 ·
1977 ·
1978 ·
1979 ·
1980 ·
1981 ·
1982 ·
1983 ·
1984 ·
1985 ·
1986 ·
1987 ·
1988 ·
1989 ·
1990 ·
1991 ·
1992 ·
1993 ·
1994 ·
1995 ·
1996 ·
1997 ·
1998 ·
1999 ·
2000 ·
2001 ·
2002 ·
2003 ·
2004 ·
2005 ·
2006 ·
2007 ·
2008 ·
2009 ·
2010 ·
2011 ·
2012 ·
2013 ·
2014 ·
2015 ·
2016 ·
2017